# Mus, Gard
Mus är en kommun i departementet Gard i regionen Occitanien i södra Frankrike. Kommunen ligger i kantonen Rhôny-Vidourle som tillhör arrondissementet Nîmes. År 2022 hade Mus 1 597 invånare.

## Befolkningsutveckling
Antalet invånare i kommunen Mus
Referens:INSEE